# 徳島市立葬斎場
徳島市立 葬斎場（とくしましりつ そうさいじょう）は、徳島県徳島市川内町鈴江西92にある火葬場、斎場である。
また徳島市立スポーツセンターと隣接している。

## 概要
基本データ
- 開場時間：午前8:30 - 17:00（ただし通夜、霊安室は24時間体制）
- 休場日：1月1日、友引日及び施設点検日
- 駐車場：有り

## 交通
- JR高徳線徳島駅から5.3km、車約13分。
- JR高徳線吉成駅から5.5km、車で約15分。
- 徳島自動車道徳島ICから1.7km、車約5分。
- 高松自動車道・JB本四高速神戸淡路鳴門自動車道鳴門ICから9km、車約14分。